# 約瑟·哈羅德·格林伯格
約瑟·哈羅德·格林伯格(英語：Joseph Harold Greenberg；1915年5月28日—2001年5月7日)是一位很卓越但亦具爭議的語言學家及非洲人類學家。他最為人所知的工作，主要是語言的分類及類型。格林伯格是一位美國猶太人，他在紐約市的布魯克林區出生，並在史丹福大學任教多年。

## 對語言學的貢獻

### 語言類型論
格林伯格的榮譽有相當的部份在於他對共时语言学的貢獻，以及有關尋找語言共通的挑戰。在1950年代後期，格林伯格開始研究一個無論在地理方面或遺傳方面的覆蓋範圍都很廣闊，包括有超過6000種語言的语料库。在這堆各種語言的語料庫裡，他找到了幾個可能是「語言共通」的有趣事例，以及不少跨語言的強趨勢。
在這當中，格林伯格發明了「蘊涵共通」的記號，以「若一種語言如果有X結構的話，就一定會有Y結構」的形式作紀錄。例如：X可能是中央前圓唇元音，而Y則是高前圓唇元音。這類型的研究在格林伯格之後，陸續有其他語言學家繼續，並漸漸發現是一種在共時語言學很重要的資料搜集方法。

### 非洲大陸諸語的分類
格林伯格最廣為人知的貢獻，在於他提出對非洲語言的分類，并于1949年至1954年间在《西南人类学杂志》上发表了系列文章（1955年作为《非洲语言》再版）。1963年他对该书进行了修订并再版，随后又出版了几乎相同的1966年版（1970年再版未作改动）。 1981年，格林伯格在一篇文章中对分类进行了更多更改。
在當年，這個分類是一個相當大膽的建議，尤其是他所提出的尼羅-撒哈拉語族，但這個建議現時已為大多數非洲歷史語言學的專家所接受。另一方面，他在著作中亦創制了「亞非語系」這個在宗教及種族中較為中立的詞語，用以取代傳統的「閃含語系」的稱呼。
格林伯格的分類主要是建基於較早期的分類，例如：透過他所創立的大量比較法，把已建立的近似語族合併成為較大的群組。而他所建立的新分類亦成為了他期後研究的基石，而基於他的研究，有其他歷史語言學家提出包含了更多非洲語言家族的分類。例如：Hal Fleming提出了Omotic語支；Gregersen 提出把尼日爾-剛果語系及尼羅-撒哈拉語系合併成為更大的剛果-撒哈拉語系。Gregersen的建議後來更得到格林伯格的接納。
然而，亦有其他歷史語言學家批評格林伯格對非洲語言的工作。當中Lyle Campbell及Donald Ringe認為格林伯格所搜集得來的語料數據並不能導引出他所建議的分類，所以要求透過一些「可靠的方法」來重新驗證格林伯格所提出的巨大語言家族。即使是Fleming及Bender等贊同格林伯格的分類的學者，亦認同在語言學界社群對於上述的「剛果-撒哈拉語系」的建議並不完全認同，將來有可能會再次分開。

### 印度洋太平洋超語系
1971年，格林伯格提出了印度洋太平洋超語系的構想，這個超語系包括了巴布亞語系的所有語言（即巴布亞新幾內亞及鄰近地區多個不屬於南島語系的多個語系）以及塔斯曼尼亞及安達曼群島原住民的語言，但不包括澳洲原住民語言。由於這種分類的猜想成份很高，很多進行巴布亞語系及塔斯曼尼亞語系的語言學者都不接受這種分類。

### 歐亞語系
格林伯格認為在印歐語系之上還應該有一個超語系，總覽歐洲及亞洲的所有語言。他把這個超語系稱之為歐亞語系，除了包括有印歐語系以外，還包含了世界上其他所有的語言。
這個歐亞語系，跟Illich-Svitych早前提出的諾斯特拉語系建議有幾點重要的不同處，當中最顯著的是歐亞語系並不包括亞非語系，儘管格林伯格在亞非語系有過不少的研究。在發表有關歐亞語系的構想之後，格林伯格一直都在繼續這方面的研究，即使後來被診斷患上胰臟癌，直到他離世為止。

## 格林伯格的著作列表
- [《非洲語言學分類研究》]. 1955年.
- [《語言學的論文》]. Chicago: University of Chicago Press. 1957年.
- . Cambridge: MIT Press. 1963年: 73–113.
- 1966年[4]. The Languages of Africa. Bloomington: Indiana University Press.
- 1987年. Language in the Americas. Stanford: Stanford University Press.
- 2000年. Indo-European and Its Closest Relatives: The Eurasiatic Language Family. Volume I: Grammar. Stanford: Stanford University Press.
- 2002年. Indo-European and Its Closest Relatives: The Eurasiatic Language Family. Volume II: Lexicon. Stanford: Stanford University Press.
- 2005年. Genetic Linguistics: Essays on Theory and Method, edited by William Croft. Oxford: Oxford University Press.

## 參看
- 諾斯特拉超級語系假說
- Luigi Luca Cavalli-Sforza
- Lyle Campbell

## 外部連結
- Memorial Resolution （页面存档备份，存于）
- Obituary from Stanford Report
- Obituary from Good Bye! （页面存档备份，存于）
- Obituary by Bill Croft (.pdf file)
- New York Times article